# Грей, Камила
Камила Грей (англ. Camila Grey, настоящее имя — Камила Кристинна Гутьеррес (англ. Camila Cristinna Gutierrez); род. 6 января 1979,
Даллас, США) — американская певица
, музыкант.

## Биография
Камила Грей родилась в Далласе, но большую часть своего детства она провела в Остине, штат Техас.
На пианино Камила начала играть ещё ребёнком, позже посещала музыкальный колледж Беркли. После окончания колледжа, Камила переезжает в Лос-Анджелес, чтобы вплотную заняться музыкой. Она принимала участие в создании саундтреков к фильмам «Женщина-кошка», «Грязные танцы-2» и популярному сериалу «Части тела».
Работала с такими известными музыкантами как Dr. Dre, бас-гитаристкой Smashing Pumpkins Мелиссой Ауф Дер Маур, а также Келли Осборн. Играла на бас гитаре и клавишах в группе Mellowdrone с 2005 по 2006 год (1,5 года). В 2007 году Камила покинула Mellowdrone ради проекта Uh Huh Her.